# Topgolf
Topgolf es una compañía global de entretenimiento deportivo con sede en Dallas, Texas y que cuenta con ubicaciones en Estados Unidos, Reino Unido, Australia, México y Emiratos Árabes Unidos.
En octubre de 2020, Callaway Golf, que cotiza en bolsa, anunció la adquisición de Topgolf, y la fusión se completó en marzo de 2021. Las ubicaciones de TopGolf en Australia están a cargo de una empresa conjunta de Topgolf International (3,7%) y los parques temáticos Village Roadshow. En Canadá, se estableció una empresa conjunta con Cineplex Entertainment para operar ubicaciones allí, pero Cineplex la abandonó en 2020.

## Historia

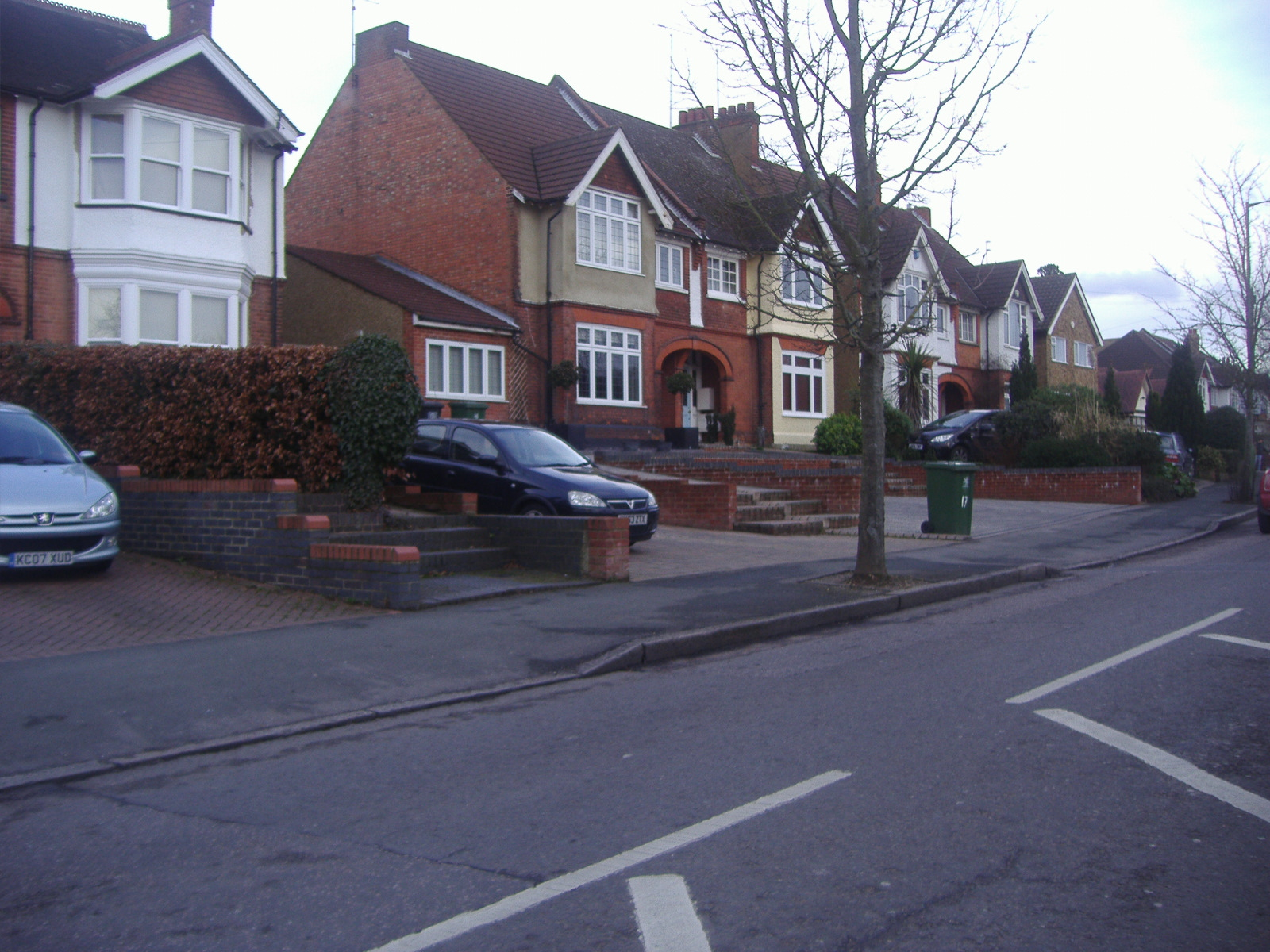
Watford, Reino Unido fue el lugar donde se fundó Topgolf en 2000.

Los hermanos gemelos Steve y Dave Jolliffe habían vendido su negocio de compras misteriosas y estaban buscando un nuevo proyecto en 1997. Ambos golfistas comenzaron a quejarse de los problemas del golf: el factor tiempo y los campos de prácticas mediocres. Buscando mejorar el juego, los Jolliffes buscaron la entonces nueva tecnología comercial de microchip y la colocaron en la pelota de golf. A partir de esto, diseñaron un nuevo juego, Topgolf, que es un campo de prácticas rediseñado. En Watford, a las afueras de Londres, los gemelos construyeron la primera ubicación, que se inauguró en 2000. La comunidad de golfistas y las empresas no estaban entusiasmadas con el juego. La PGA y las empresas de equipos de golf se negaron a involucrarse.
En 2003, los banqueros se acercaron a Richard Grogan para invertir, pero fueron rechazados. Más tarde, Grogan fue inducido a visitar las instalaciones de Topgolf en febrero de 2004. Al ver solo un retorno de la inversión del 5%, Grogan los rechazó nuevamente, aunque por lo demás quedó impresionado durante la visita. Grogan con otros tres socios — David Main, Eric Wilkinson, Tom Mendell —  descubrieron cómo aumentar el negocio convirtiéndolo en una experiencia al tener un espacio para eventos, cocinas más grandes y restaurantes, lo que hace que las ubicaciones sean de 3 a 4 veces el tamaño original. Grogan, Main, Wilkinson, Mendell fundaron y pusieron en marcha la incursión de Topgolf en el mercado estadounidense bajo el nombre de Topgolf International, y encontraron inversores. WestRiver Group fue un inversor líder.

## Mercado estadounidense

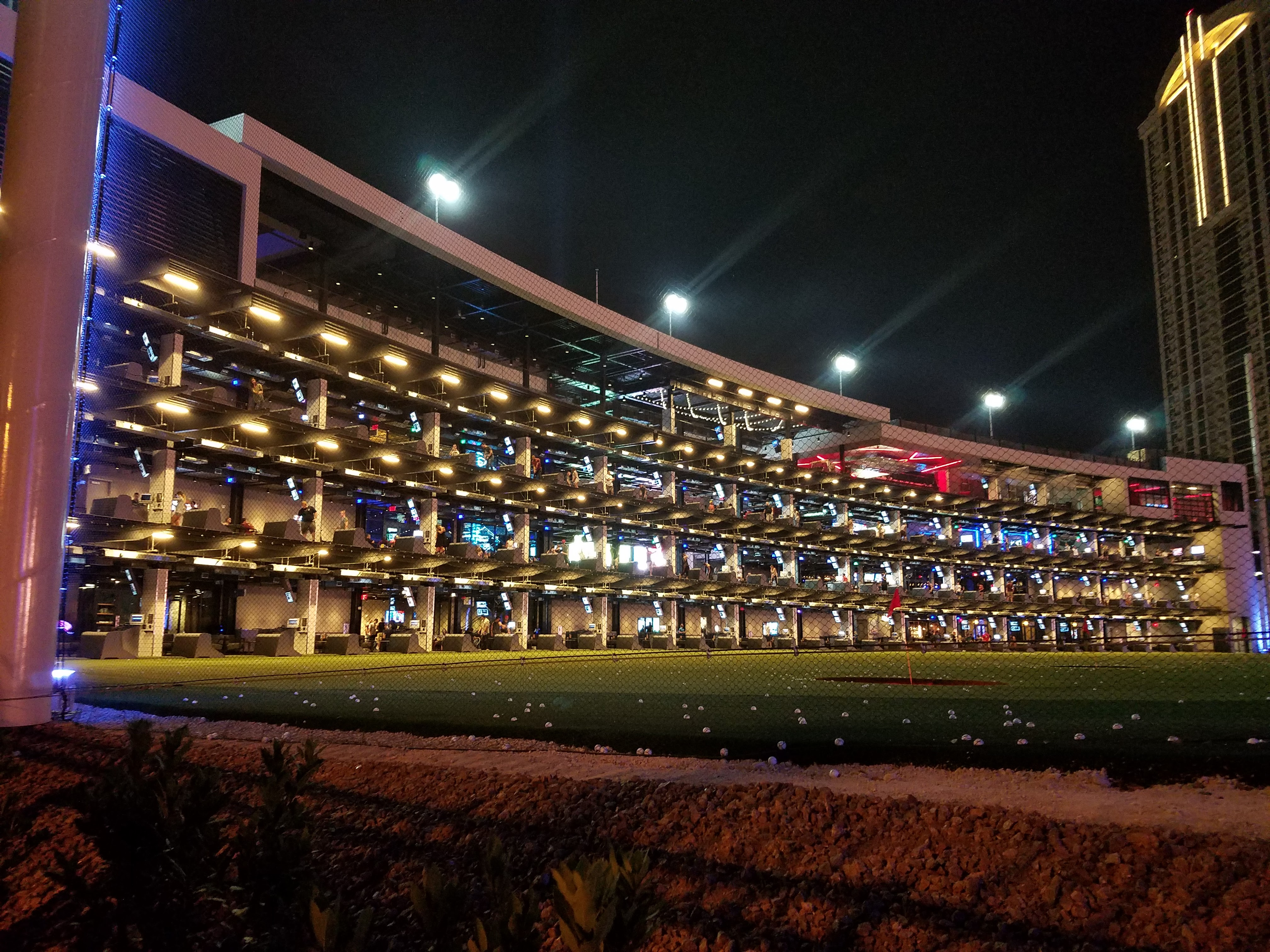
Topgolf en Las Vegas, Nevada.

Después de su incursión dentro del mercado estadounidense bajo el nombre de Topgolf International, la ciudad de Alexandria, Virginia fue seleccionada como sede de la compañía debido a su proximidad a Washington D. C., lo que podría atraer a funcionarios gubernamentales de los campos de golf. Esta ubicación abrió en 2005. Esta ubicación tuvo problemas, por lo que Grogan decidió abrir una ubicación en Chicago (aunque está en un clima más frío). La nieve cerró el lugar durante sus primeras cuatro semanas y causó daños al equipo. La siguiente ubicación de Topgolf, Dallas, fue seleccionada por su conexión con el golf, un ambiente más cálido y la cantidad de compañías del Fortune 500 con sede en la ciudad. Con un enérgico personal de Dallas en febrero de 2007, Grogan y Main intercambiaron ideas sobre una serie de técnicas de marketing de baja tecnología para atraer a los clientes que necesitaban para explicar Topgolf como en el Reino Unido. Después de seis meses, la instalación de Dallas tuvo una espera de seis horas.
En 2009, Topgolf International (EE. UU.) adquirió a Topgolf UK y luego en julio adquierieron World Golf Systems, los aspectos de propiedad intelectual de TopGolf. En 2011, el director de WestRiver, Erik Anderson, asumió el cargo de presidente ejecutivo de Grogan. Anderson se mudó para que la nueva ubicación fuera aún más grande, con una cocina de línea completa y chefs ejecutivos reemplazando cocinas pequeñas y más espacio para golfistas. En 2013 se abrieron diez ubicaciones. Topgolf tuvo ventas de $163.5 millones en 2014 para hacer Inc.500. Las aplicaciones para teléfonos móviles se publicaron en 2013, y en 2015 se agregaron muros digitales de redes sociales a las ubicaciones.
Para 2015, Topgolf tenía 28 ubicaciones que atrajeron a 8 millones de clientes. En enero de 2016, la compañía compró la compañía de juegos World Golf Tour. También ese año, se compró la tecnología de seguimiento de pelotas de golf Protracer y se le cambió el nombre a Toptracer.

## Expansión global
Los parques temáticos Topgolf y Village Roadshow acordaron en 2016 una empresa conjunta para llevar Topgolf a Australia. Village Roadshow recibió una participación del 67% en la empresa conjunta al proporcionar el 100% de los fondos iniciales. El 23 de junio de 2016, se anunció que Village Roadshow abriría un lugar al lado de sus populares parques temáticos, Warner Bros. Movie World en Queensland, Australia . Este fue el primer lugar de Topgolf fuera de Estados Unidos y Reino Unido. El lugar se inauguró en junio de 2018. Village indicó en marzo de 2018 que estaban buscando propuestas de ubicación para hasta ocho ubicaciones en Australia y la región Asia/Pacífico. En julio de 2018, Village Roadshow vendió $ 50 millones en acciones para financiar Topgolf y para otros fines. En agosto de 2018, Topgolf Australia redujo su participación en la empresa conjunta del 33% al 3,7% con opciones para aumentar su participación hasta el 33% antes del 31 de diciembre de 2020. A pesar de esta acción, el director ejecutivo de Village Roadshow, Clark Kirby, dijo que la compañía continúa buscando activamente otras ubicaciones después de alentar los resultados financieros de Topgolf Australia.
En 2017, Topgolf creó una nueva serie de televisión titulada Who Will Rock You, donde ocho de las mejores bandas sin firmar en todo el país compiten por $ 50,000 y una gira de Topgolf. ¡La primera temporada se estrenó en mayo de 2018 y ganó Crimson Riot! grupo de rock dirigido por mujeres. Se acordó una segunda temporada con Matador Content y la editorial de música BMG con un inicio el 28 de marzo de 2019 con 12 bandas sin firmar y un premio de $ 50,000 y firmando con BMG. Topgolf Studios tenía cuatro series disponibles en su canal de YouTube el 2 de octubre de 2019. En ese momento, la unidad acordó con Westbrook Media de Will Smith producir series adicionales con la unidad de Topgolf comenzando con la serie documental de comediantes This Joka.
La compañía canadiense de cines Cineplex Entertainment anunció que entró en una empresa conjunta con Topgolf en julio de 2017 para abrir varias ubicaciones de entretenimiento de Topgolf en Canadá. Sin embargo, en 2020, Topgolf y Cineplex acordaron mutuamente cancelar el acuerdo debido a la presión financiera sobre Cineplex como resultado de la pandemia de COVID-19.
Topgolf le dio al área de Seattle una vista previa del lugar con su primer evento Crush en T-Mobile Park en febrero de 2017. El 9 de abril de 2019, la compañía anunció la primera ubicación para una nueva versión más pequeña de su lugar, Topgolf Lounge, en Kirkland, Washington y se inauguró en enero de 2020. El 3 de agosto de 2021, Topgolf inició la construcción de un nuevo lugar en Renton.

## Controversias
En septiembre de 2021, el Departamento del Trabajo de los Estados Unidos obligó a Topgolf a pagar a 255 empleados, en 25 estados, más de 750.000 dólares en salarios atrasados por horas extraordinarias no pagadas. Los investigadores dijeron que la compañía estaba pagando a los gerentes de ventas y consultores de ventas de eventos un salario más una comisión, sin horas extras después de una semana laboral de 40 horas. Dijeron que esos empleados no cumplían con los requisitos de supervisión y eran elegibles para el pago de horas extra.
El Departamento de Trabajo dijo que la política de la empresa violaba la Ley de Normas Laborales Justas.

## Fusión con Callaway
El 27 de octubre de 2020, Callaway Golf Company anunció que adquirirá Topgolf por $ 2 mil millones. En la fecha de dicho anuncio, Callaway poseía el 14% de las acciones de Topgolf. Callaway ha sido el inversor de Topgolf desde 2006, con el actual CEO Chip Brewer sirviendo en la junta de Topgolf desde 2012.

## Juegos
Los juegos de Topgolf pueden ser jugados por todas las edades y niveles de habilidad, y las pelotas de golf con micro chips puntúan ellos mismos, proporcionando a los jugadores información instantánea sobre la precisión y la distancia de cada tiro.
- Top Golf : los jugadores apuntan a 11 objetivos gigantes con forma de diana de dardos. Cuanto más lejos llega el tiro y más cerca del pin, más puntos recibe el jugador.
- Top Break : tiene un formato basado en el billar en el que un jugador debe golpear un objetivo rojo y luego un objetivo de color. Cuanto mayor sea el valor de los colores, más puntos se otorgan.
- Top Chip : usa solo el objetivo rojo (5 disparos), el objetivo amarillo (5 disparos) y el objetivo verde (10 disparos). Alcanza el objetivo correcto para ganar puntos, pero acertar en el equivocado y los puntos se reducen.
- Top Shot : similar a TopChip. Tienes que acertar a los objetivos a cuatro distancias consecutivas (5 tiros cada una). El objetivo inicial que elijas (rojo, amarillo, verde o marrón) determina el nivel de dificultad del juego.
- Presión máxima : un juego de precisión en el que debes acertar las nueve secciones dentro del objetivo amarillo. Pase al segundo y tercer nivel para ver cómo se multiplica el valor de los puntos, presione la misma sección dos veces en el nivel 2 y 3 y se deducirán los puntos.[22]

## Ubicaciones
Actualmente hay más de 50 ubicaciones de Topgolf, tres en el Reino Unido, y una en Australia y México. Cada lugar de Topgolf cuenta con bahías de golpe con clima controlado para jugar, comida, bebida, música y televisores de alta definición en los que se muestran varios juegos deportivos, como fútbol, baloncesto y golf. Topgolf también ofrece lecciones de golf, ligas, torneos, conciertos y eventos corporativos y sociales.
- TopGolf Lounge, o Lounge by Topgolf, es un lugar más pequeño con un restaurante de deportes en vivo, algunas bahías públicas para golpear y una sala de eventos especiales además de simuladores de juegos virtuales. El primero se inauguró el 17 de enero de 2020 en el segundo piso de Kirkland Urban en Kirkland, Washington.[13]